# Heinz Hornig
Heinz Hornig (født 28. september 1937 i Gelsenkirchen, Tyskland) er en tidligere tysk fodboldspiller (angriber).
Han spillede i løbet af karrieren primært for FC Köln, med kortere ophold hos Schalke 04, Rot-Weiss Essen og belgiske RWD Molenbeek. Med Köln vandt han i 1964 det tyske mesterskab og i 1968 DFB-Pokalen.
Hornig spillede desuden syv kampe for det vesttyske landshold. Han deltog for sit land ved VM i 1966 i England, hvor holdet nåede finalen. Dog var han ikke på banen i turneringen.

## Titler
Bundesligaen
- 1964 med FC Köln

DFB-Pokal
- 1968 med FC Köln